# 斎藤真一
斎藤 真一（さいとう しんいち、1922年7月6日 - 1994年9月18日）は、岡山県倉敷市出身の洋画家、作家。映画「吉原炎上」の原作者としても知られる｡

## 生涯
斎藤真一は1922年（大正11年）、岡山県児島郡味野町（現・倉敷市児島味野）に父・斎藤藤太郎（都山流尺八大師範）、母・益の長男として生まれる。1935年（昭和10年）に岡山県立天城中学校に入学すると、味野から峠を越えて天城中学まで3里半の道のりを5年間、自転車で通学する。2年生で陸上部に入部、秋から県大会に出場し始めるとしばしば入賞し、3年生で県下の駅伝大会にアンカーとして出場し優勝、天城中学の名を高める。その実績を買われて4年次にマラソンに誘われるが、好きな絵を優先させて断念する。油絵具を買ってもらうと猛烈に絵に興味を抱き、日曜日ごとに天城中学より更に2里離れた大原美術館に通ううち、グレコ、セガンチニ、コッテ に魅了される。教師から藤田嗣治の複製画を見せられて虜になり、上野の美校（東京美術学校）に憧れる。中学校卒業の年1940年（昭和15年） に岡山県立天城岡山師範二部に入学、美校進学を目指し、師範学校の2年間はデッサン室にこもり親友と受験デッサンに明け暮れ、師範学校の2年次に東京美術学校（現・東京芸術大学）師範科を受験して合格、1942年（昭和17年）東京へ移ると、まもなく徴兵に応召、海軍に3年従軍して学籍に戻った。
1948年（昭和23年）に卒業すると、静岡市立第一中学校に職を得る。この年、第4回日展に「鶏小屋」が初入選する。翌 1949年（昭和24年）、郷里の岡山県味野中学校に転任、萩野悦子と結婚すると退職し、ごく短い期間、神奈川県の鵠沼に住むが岡山に戻り、岡山県立天城高等学校の非常勤講師として1950年（昭和25年）から勤めている。翌年、長男・裕重が生まれ、光風会第38回展入選（「閑窓」）を経て1953年（昭和28年）に静岡県立伊東高等学校に着任すると創作に力を入れ、 1957年（昭和32年）、光風会第43回展に「立春の道」を出展し、プールヴ賞を受賞すると、次の年、パリに留学。渡航の費用は静岡や伊東、岡山で個展を開いたり、弟・彰男、妹・昌子など親族の援助を受けて捻出したものだった。横浜から船でマルセイユに渡り、イタリアまで原動機付自転車で40日かけて放浪の旅をしたという。アカデミー・グラン・ショーミエールで学び、藤田嗣治と親交を深める。
パリ留学は2年にわたり、1960年（昭和35年）に帰国、文藝春秋画廊（東京）にて帰国後初の個展を開く。帰国に際して藤田嗣治から「日本に帰ったら秋田や東北の良さを教えられ、自分の画風で描きなさい。」と勧められており、斎藤は次の夏に津軽を訪れるとねぶた祭に感動し、津軽三味線の音色に驚いたという。宿の古老から瞽女のことを教えられて心を惹かれ、年が明けると盲目の女性を描いている。初めて杉本キクエ瞽女を訪ねるのは1964年（昭和39年）で、翌年よりおよそ10年間、休暇のほとんどをさいて瞽女を取材するため越後に通うきっかけとなった。その間、「越後瞽女日記」展を文藝春秋画廊で開き（1970年（昭和45年）東京・羽黒洞主催）、1971年（昭和46年）には「星になった瞽女（みさお瞽女の悲しみ）」で第14回安井賞佳作賞を受賞、18年間勤めた伊東高校を退職、1年間水上勉「松吟庵記」（月刊誌『小原流挿花』）の挿し絵を描いている。

### ライフワークと執筆
越後に通っては書きためたものをまとめた著作は相次ぎ賞を受け、『瞽女＝盲目の旅芸人』（1972年）が1973年（昭和48年）に第21回日本エッセイストクラブ賞、同年、『越後瞽女日記』（1972年）はADC賞（美術出版社）に選ばれている。以後、不幸な女たちを主たる題材として、画文集を多く刊行していく。また映画や演劇の仕事が入り、『津軽じょんがら節』では挿入絵の制作と考証にあたり、劇団文化座の「越後瞽女日記」でも考証を担当した。瞽女から明治期の遊廓の女性へと題材は深まり、母の知り合いで同郷の倉敷出身の女性が花魁だったことから1985年には『明治吉原細見記』と『絵草子吉原炎上』を上梓している。これら2作は五社英雄監督の映画「吉原炎上」（東映株式会社）の原作となった。
水上勉の新聞小説（1971年）の挿画以降、瀬戸内寂聴「遠い風近い風」（1975年・朝日新聞）と、やはり水上の「長い橋」（1984年・日本経済新聞）を手がけ、和田芳恵著『道祖神幕』（1977年）の挿画と装丁を手がける一方で、神沢利子の詩集『いないいないの国』（1979年）や小川洋子著『シュガータイム』に挿画を提供した。

### 旅
斎藤真一は生涯に旅を重ねたことでも知られている。海外旅行はパリ留学に出発した1958年に始まり、1970年代はイタリアをシチリアからトスカーナまでめぐった1ヶ月の旅のほか、画商の見本市や個展などの機会を捉えてはほぼ毎年、ヨーロッパを訪れた。

## 作品

### 栄典
- 1948年（昭和23年） - 第4回日展に初入選。「鶏小屋」
- 1951年（昭和26年） - 光風会第38回展入選。「閑窓」
- 1957年（昭和32年） - 光風会第43回展プールヴ賞。「立春の道」
- 1973年（昭和48年） - 第21回日本エッセイストクラブ賞『瞽女＝盲目の旅芸人』（1972年）、美術出版社ADC賞『越後瞽女日記』（1972年）
- 1982年（昭和48年） - 紺綬褒章受章

### 作品
長年、画家を支えた山形県天童市の酒造家・仲野清次郎は財団法人出羽桜美術館分館「斎藤真一心の美術館」を開設した。
- 岡山県立美術館[6]
- 刈谷市美術館[7]
- 知足美術館[8]
- 出羽桜美術館分館・斎藤真一心の美術館[9]

## 年譜
- 1970年（昭和45年） - 「越後瞽女日記」展（東京・文藝春秋画廊、羽黒洞主催）
- 1974年（昭和49年） - 「津軽じょんから―瞽女日記」展（東京・上野松坂屋、羽黒洞主催）。
- 1975年（昭和50年） - 「お春瞽女物語り」展（同上）。
- 1976年（昭和51年） - イタリアのシチリア、ウンブリア、トスカーナを1か月間旅行
- 1977年（昭和52年） - カルド・マディニオン画廊（パリ）にて個展。スイス、バーゼルのクンストメッセ（国際画商見本市）に出品し、以後79年まで毎年出品。
  - 3か月滞欧
- 1978年（昭和53年） - アキシオム画廊で開く個展（ドイツ・ケルン）のため渡欧する。
- 1979年（昭和54年） - 「さすらい・斎藤真一」展（東京・池袋西武百貨店）。
  - スペインのラ・マンチャ、アンダルシアを旅行
- 1980年（昭和55年） - 「斎藤真一・さすらい画集原画」展（不忍画廊）。
  - イタリア、スイスを旅行
- 1981年（昭和56年） - カナダのヴィクトリア美術館（モントリオール）に作品が収蔵される。
- 1982年（昭和57年） - 「斎藤真一の世界」展（毎日新聞社主催、大阪・阪急ナビオ美術館ほか）。「斎藤真一」展（船橋西武美術館）。「画廊コレクションによる斎藤真一」展（不忍画廊）。
  - スペイン、アンダルシア、トスカーナ、カタロニア、ラ・マンチャを旅行
- 1985年（昭和60年） - 「斎藤真一・明治吉原細見記」展（毎日新聞紙社・西武美術館主催、東京・西武アートフォーラム）。以後、阪急ナビオ美術館（毎日新聞主催）でも開催。
- 1986年（昭和61年） - 「浪漫の女たち〈水墨淡彩掛軸シリーズ〉」展（不忍画廊）。「明治吉原細見記」展（天満屋岡山店）。「浪漫の女たち〈水墨淡彩掛軸シリーズ〉」展（不忍画廊）。
  - ポルトガルを旅行
- 1987年（昭和62年） - 「明治の吉原とその女たち―斎藤真一」展（日本橋髙島屋）。
- 1989年 (昭和64年） - 「竹久夢二と斎藤真一展：大正ロマンと昭和ロマン」展（毎日新聞社主催、ナビオ美術館）
- 1990年（平成2年） - 第7回洋画常設特別陳列「斎藤真一」展（岡山県立美術館）
- 1991年（平成3年） - 「現代の孤独」（世田谷美術館蔵）が『昭和の美術』（第6巻）毎日新聞社）に選ばれる。倉敷市立美術館にて「第4回郷土作家展 斎藤真一」。
- 1992年（平成4年） - 「哀愁の街角ポルトガルにて斎藤真一新作小品」展（不忍画廊）。
  - ポルトガルを旅行
- 1993年（平成5年） - フランス、山形県天童市に出羽桜美術館分館、斎藤真一心の美術館が開館。「風のうたれ雨にぬれて…斎藤真一」展（斎藤真一心の美術館）。
  - ポルトガルを旅行
- 1994年（平成6年） - 9月18日 膵臓癌により死去。享年72歳。「斎藤真一遺作展I」（不忍画廊）

### 没後
- 1995年（平成7年） - 「斎藤真一の世界―想い出の伊東」展（伊東市・池田二十世紀美術館）。「斎藤真一遺作展II」、「斎藤真一〈瞽女シリーズ〉遺作展III」（不忍画廊）。
- 1996年（平成8年） - 「斎藤真一〈女〉遺作展IV」（不忍画廊）。
- 1997年（平成9年） - 「斎藤真一が描く、高田瞽女 越後瞽女日記」展（上越市立総合博物館）。「斎藤真一〈放浪〉展遺作展V」（不忍画廊）。TIAF（東京インターナショナルアートフェスティバル）不忍画廊ブースにて「斎藤真一秀作」展。
  - 劇団文化座により、「越後瞽女日記・瞽女さ、きてくんない」が再上演される。
- 1998年（平成10年） - 「斎藤真一〈自画像と旅芸人〉遺作展VI」（不忍画廊）。
- 1999年（平成11年） - 「斎藤真一」展（東京ステーションギャラリー）。「斎藤真一〈赫〉遺作展VII」（不忍画廊）。
- 2000年（平成12年） - 「斎藤真一〈憂愁〉遺作展VIII」（不忍画廊）。
- 2001年（平成13年） - 「斎藤真一〈道〉遺作展VIIII」（不忍画廊）。
- 2002年（平成14年） - 「斎藤真一瞽女名作展〈GOZE〉 遺作展X」（不忍画廊）。
- 2003年（平成15年） - 「斎藤真一 初期名作展 遺作展XI」（不忍画廊）。「出羽桜美術館コレクションによる斎藤真一名作」展（リアス・アーク美術館）。個展「斎藤真一 さすらい展―なつかしき故里をもとめて」（岡山県立美術館）。「越後の瞽女を描く 木下晋 斎藤真一」展（新津市美術館）。
- 2004年（平成16年） - 「斎藤真一グラフィックワークス 遺作展XII」（不忍画廊）、「瞽女の境涯を描く-斎藤真一」展（滑川市博物館）。
- 2005年（平成17年） - 「斎藤真一×野田雄一 師へ捧ぐGlass Works 遺作展XIII」展（不忍画廊）。
- 2023年（令和5年）　-　「なんでも鑑定団」（5月2日放送）で「吉原炎上」にも映されている油彩画「蚊帳の月」（62歳の作品）が出展される（現在個人蔵）。

## 著書
- 斎藤真一『瞽女 : 盲目の旅芸人』日本放送出版協会、1972年。
- 『津軽じよんから : 瞽女日記』大西書店、1975年。 — 2冊 (別冊共) ; 36cm ; はり込図15枚 豪華版 限定版 ; 別冊: 頌 (谷川徹三等)

- 『越後瞽女日記』河出書房新社、1972年。 — 2冊 (別冊共) はり込み図33枚 ; 35cm ; 箱入 限定版

- 『―――――』――――――、1975年。 — 356ｐ (はり込み図22枚共) 地図 ; 25cm ; 普及版

- - 『お春瞽女物語りノート』大西祥司 [制作]（私家版）。

- 『瞽女物語』講談社〈講談社文庫〉、1977年。 — 94p
- 『絵日記瞽女を訪ねて』日本放送出版協会、1978年。

- 『斎藤真一放浪記』美術出版社、1978年。 — 143p ; 33cm ; おもに図 ; 年譜=私の放浪記: 130–135頁

- 『―――――』（改訂増補版）――――――、1987年。ISBN 4568170281。 — 159p ; 33cm ; おもに図 ; 年譜=私の放浪記: 144–150頁

- 『風雨雪』青英舎（発売: 星雲社）、東京、1983年。ISBN 4795222185。 — 222p ; 18cm

- 『―――――』（復刻）朱雀院（岡山 : KG情報 ; 富士印刷出版事業部）、東京、1999年。ISBN 4906619118。

- 『一寸昔』青英舎（発売: 星雲社）、東京、1983年。ISBN 4795222177。

- 『―――――』（復刻）朱雀院（岡山 : KG情報 ; 富士印刷出版事業部）、東京、1999年。ISBN 490661910X。 — 224p ; 18cm

- 『明治吉原細見記』河出書房新社、1985年。ISBN 4309260721。 — 127p ; 30cm ; おもに図 ; 吉原火災年表: 105頁

- 『ぶっちんごまの女 : 花魁だった祖母と、母の半生』角川書店、1985年。ISBN 4048831828。 — 189p ; 22cm

- 『絵草紙吉原炎上 : 祖母紫遊女ものがたり』文芸春秋、1985年。 — 吉原炎上参考文献一覧 ; 紫の肖像あり

- 『吉原炎上』（改版）文芸春秋〈文春文庫〉、1987年。ISBN 4167301059。

### 挿画
- 和田芳恵 [著]『道祖神幕』大西書店、東京、1977年。 — 「道祖神幕」「おまんが紅」「接木の台」「抱寝」「生き延びて」 ; 図・肖像13枚 ; 25cm ; 箱入 限定版

- 神沢利子 [詩]『いないいないの国へ』童心社、1978年。

### 画集
- 『瞽女 : 斎藤真一画集』毎日新聞社、1977年。 — 付: 雪の越後路 (手彩色版画1枚); 帙入 限定版

- 『斎藤真一作品集 1941〜1979』不忍画廊、1979年。

- 『雪国 : 斎藤真一オリジナル銅版画傑作集』植村鷹千代 [解説]、毎日新聞社、1980年。 — 図版3枚 ; 63cm ; 付 (42cm) ; 額付 帙入 限定版

- 『斎藤真一さすらい画集』講談社、1980年。

- 『走馬灯』美術出版社、1983年。 — ミニアチュール銅版画集

- 『斎藤真一淡彩画集哀歌』美術出版社、1989年。ISBN 4568102790。 — 110p ; 33cm

### 図録
- 『斎藤真一 : 第4回郷土作家展』倉敷市立美術館、1991年。 — 111p ; 30cm ; 会期: 1991年10月5日-11月4日 ; 年譜・参考文献: p99-109
- 『斎藤真一展 風にうたれ雨にぬれて…』天童市美術館 ; 出羽桜美術館本館ほか共同出版、1993年。 — 絵はがき 1組 (88枚) ; 15×11cm ; ホルダー入 (15×22cm)
- 『斎藤真一の世界 : 想い出の伊東』池田20世紀美術館、伊東市、1995年。 — 1冊 (頁付なし) ; 24×25cm ; 開館20周年記念 ; 会期: 1995年3月1日-5月31日
- 『斎藤真一が描く高田瞽女越後瞽女日記展』斎藤裕重 [監修] ; 上越市立総合博物館 [編]、上越市立総合博物館、1997年。 — 48p ; 25cm ; 会期 : 1997年（平成9年）4月26日-5月18日
- 『斎藤真一展 : 失われし心への旅』東京ステーションギャラリー [編]、東日本鉄道文化財団、1999年。 NCID BA78235050。 — 会期: 1999年5月29日 – 7月11日
- 中村正義、星野眞吾、三上誠、山下菊二、大島哲以、佐熊桂一郎、田島征三『中村正義と交友の画家たち展 : 从(ひとひと)会創立の頃』刈谷市美術館 [編]; 神谷, 剛生 [監修]、刈谷市美術館、2002年。 NCID BA62517756。
- 『さすらい記 : なつかしき故里をもとめて』岡山県立美術館 [編]、朱雀院、2003年。 NCID BA73865732。

- 『さすらいの画家斎藤真一の世界』199号、斎藤裕重 ; イシイ省三（改訂版）、日本文教出版〈岡山文庫〉、2012年。 NCID BB09414080。

- 『斎藤真一と瞽女 : 池田敏章コレクション』上越市立総合博物館、2012年。 NCID BB10401417。 — 会期: 2012年6月23日 – 9月2日
- シンワアートオークション株式会社『近代美術 ; 斎藤真一コレクション ; 草間彌生コレクション』シンワアートオークション、2013年。 NCID BB17759703。

### DVD
- 斎藤真一; 五社英雄; 中島貞夫; 名取裕子; 二宮さよ子; 藤真利子『吉原炎上』東映 (発売) ; 東映ビデオ (発売)〈Toei video〉、2002年。 NCID BB18988160。